# 第14族元素
| 族   | ← 14 → |
| 周期 |        |
| 2    | 6 C    |
| 3    | 14 Si  |
| 4    | 32 Ge  |
| 5    | 50 Sn  |
| 6    | 82 Pb  |
| 7    | 114 Fl |

第14族元素（だいじゅうよんぞくげんそ）とは、周期表において第14族に属する元素の総称。炭素・ケイ素・ゲルマニウム・スズ・鉛・フレロビウムがこれに分類される。クリスタロゲン（起源についての出典は現在は散逸）炭素族元素、IV族元素（短周期表）、IVB族元素（CAS式）、IVA族元素（旧IUPAC式）、と呼ばれることもある。

## 性質
第14族元素は価電子にs2p2の4電子を持つ電子構造を有する。
|                                    | 炭素 6C                | ケイ素 14Si             | ゲルマニウム 32Ge       | スズ 50Sn                            | 鉛 82Pb                                 |
| ---------------------------------- | ---------------------- | ----------------------- | ----------------------- | ------------------------------------ | --------------------------------------- |
| 電子配置                           | [He]2s22p2             | [Ne]3s23p2              | [Ar]3d104s24p2          | [Kr]4d105s25p2                       | [Xe]4f145d106s26p2                      |
| 第1イオン化エネルギー （kJ mol-1） | 1086.5                 | 786.5                   | 762                     | 708.6                                | 715.6                                   |
| 第2イオン化エネルギー （kJ mol-1） | 2352.6                 | 1577.1                  | 1537.5                  | 1411.8                               | 1450.5                                  |
| 第3イオン化エネルギー （kJ mol-1） | 4620.5                 | 3231.6                  | 3302.1                  | 2943.0                               | 3081.5                                  |
| 第4イオン化エネルギー （kJ mol-1） | 6222.7                 | 4355.5                  | 4411                    | 3930.3                               | 4083                                    |
| 電子付加エンタルピー （kJ mol-1）  | -                      | -                       | 115.78                  | 115.78                               | 35.12                                   |
| 電子親和力 （kJ mol-1）            | 121.85                 | 133.63                  | -                       | -                                    | -                                       |
| 電気陰性度 （Allred-Rochow）       | 2.50                   | 1.74                    | 2.02                    | 1.72                                 | 1.55                                    |
| イオン半径 （pm; M2+）             | -                      | -                       | 87（6配位）             | -                                    | 133（6配位） 143（8配位） 163（12配位） |
| イオン半径 （pm; M4+）             | 6（3配位） 29（4配位） | 40（4配位） 54（6配位） | 53（4配位） 67（6配位） | 69（4配位） 83（6配位）              | 79（4配位） 92（6配位） 108（8配位）    |
| 共有結合半径 （pm）                | 77                     | 111                     | 122                     | 141                                  | 147                                     |
| van der Waals半径 （pm）           | 170                    | 210                     | -                       | 217                                  | 202                                     |
| 融点 （K）                         | 3773                   | 1687                    | 1211.4                  | 505.08                               | 600.61                                  |
| 沸点 （K）                         | 5100                   | 3173                    | 3093                    | 2875                                 | 2022                                    |
| 還元電位 E0 （V）                  | -                      | 0.102 (Si(s)/SiH4)      | 0.00 (Ge+2/Ge(s))       | +0.01(Sn4+/Sn(s)) -0.136(Sn2+/Sn(s)) | -0.126(Pb2+/Pb(s))                      |

第14族元素は共有結合性最多価の炭素と金属である鉛の間の元素は両者の性質を兼ね備えつつ周期が大きくなるにつれて金属的な性質が増大してゆく。そして、ケイ素、ゲルマニウム、スズは電気伝導性からは半導体に分類され、特にケイ素とゲルマニウムとは真性半導体としてエレクトロニクスの基盤となる素材でもある。
共有結合化合物の炭素とケイ素では、炭素は単体が鎖構造として長く連なるカテネーション性を示すのに対して、ケイ素では単体も示すもののむしろ酸化物の方が強くカテネーション性を示す。それゆえ、この炭素の性質は、4価の共有結合を持つことと共に、多様な炭素骨格を形成し、膨大な有機化合物を形成する要因のひとつとなっている。一方の酸化ケイ素のカテネーション性は多彩な岩石（ケイ酸化合物）の特性となって現れ、工業的にはケイ素樹脂として利用されている。
また、スズや鉛は精錬しやすい鉱石として産出するので先史時代（文字で歴史が記録されるより前の時代）より金属資源として人類に活用されてきた。一方、ゲルマニウムは地殻に広く分布し、有用な鉱石もないことから利用されるようになったのは20世紀に入ってからである。実際、ゲルマニウムとスズは半金属であり、特にβスズは金属結合性を示すのに対し、αスズは共有結合性を示すなど、状況に応じて二面性を示すことが特徴的である。鉛および鉛化合物は共有結合的性質をほとんど示さない。
スズや鉛は2価の陽イオンが酸化的に安定なのに対して、ゲルマニウム2価は不安定で不均化により4価のイオンを生成しやすい。スズおよび2価のスズ化合物は温和な還元剤として利用されるが、4価の鉛化合物は酸化力が強く酸化剤として利用される。
第14族元素の一部は炎色反応を示す。
| スズ   | 鉛     |
| ------ | ------ |
| 淡青色 | 淡青色 |

## 水素化物
一般式はMH4。まれにMH2。
炭素の水素化物は安定な共有結合化合物で平常の環境下ではほとんど反応しない（炭化水素）。
一方シラン（水素化ケイ素）は酸素や水と反応する不安定化合物である。また、シランはボランとともに不飽和炭素結合に対して特徴的な反応性を示すことから、有機化学においては有用な試薬の1つでもある。
有機水素化スズのSn-H結合はラジカル的に解裂しやすいために有機化学においてはラジカル的に脱ハロゲンする際の試薬として利用される。

### 主な水素化物
- メタン(CH4)を始めとした炭化水素
- カルベン
- シラン(SiH4)
- ゲルマン(GeH4)
- スタナン(SnH4)
- プルンバン(PbH4)

## 酸化物

### 炭素
炭素の無機酸化物は、一酸化炭素CO(+2価)、二酸化炭素CO2(+4価)、亜酸化炭素O=C=C=C=O、二酸化五炭素O=C=C=C=C=C=O、シクロブタンテトラオン(C4O4)、メリト酸三無水物[C6(C2O3)3]などが知られている。
炭素を燃焼させた場合、低温では炭素から直接二酸化炭素が生成したり一酸化炭素から二酸化炭素が生成しやすい（酸化炎）のに対して、高温では二酸化炭素と炭素から一酸化炭素が生成する反応が優位になる（還元炎）。この温度特性により一酸化炭素は金属精錬の還元剤として有用である。無論、酸素の供給が少なければ低温でも不完全燃焼により多量の一酸化炭素が生成する。

### ケイ素
ケイ素の酸化物SiO2は岩石の主成分として多様な構造を形成する。
純粋に二酸化ケイ素の結晶は水晶であり、部分的に水酸基に置換してアモルファスとなったものがガラスである。
また、一酸化ケイ素(2価ケイ素)は安定な化合物ではない。

## ハロゲン化物
第14族元素は一般式、MX4もしくはMX2で表されるハロゲン化物を生成する。
|          | 炭素             | ケイ素              | ゲルマニウム                                 | ゲルマニウム                | スズ                                  | スズ                | 鉛                                  | 鉛                         |
| CX4      | SiX4             | GeX4                | GeX2                                         | SnX4                        | SnX2                                  | PbX4                | PbX2                                |                            |
| フッ化物 | 四フッ化炭素 CF4 | 四フッ化ケイ素 SiF4 | フッ化ゲルマニウム(IV)GeF4 無色気体 236K昇華 | フッ化ゲルマニウム(II) GeF2 | フッ化スズ(IV) SnF4 無色固体 978K昇華 | フッ化スズ(II) SnF2 | フッ化鉛(IV) PbF4 淡黄色結晶 mp870K | PbF2                       |
| 塩化物   | 四塩化炭素 CCl4  | 四塩化ケイ素 SiCl4  | 塩化ゲルマニウム(IV) GeCl4 無色液体 bp356K   | 塩化ゲルマニウム(II) GeCl2  | 塩化スズ(IV) SnCl4 無色液体 bp387K    | 塩化スズ(II) SnCl2  | 塩化鉛(IV) PbCl4 黄色油状 熱不安定  | 塩化鉛(II) PbCl2           |
| 臭化物   | 四臭化炭素 CBr4  | 四臭化ケイ素 SiBr4  | 臭化ゲルマニウム(IV) GeBr4 淡灰色結晶 mp299K | 臭化ゲルマニウム(II) GeBr2  | 臭化スズ(IV) SnBr4 無色結晶 mp304K    | 臭化スズ(II) SnBr2  | （存在せず）                        | 臭化鉛(II) PbBr2           |
| ヨウ化物 | 四ヨウ化炭素 CI4 | 四ヨウ化ケイ素 SiI4 | ヨウ化ゲルマニウム(IV) GeI4 赤色結晶 mp419K  | ヨウ化ゲルマニウム(II) GeI2 | ヨウ化スズ(IV) SnI4 橙色結晶 mp417K   | ヨウ化スズ(II) SnI2 | （存在せず）                        | ヨウ化鉛(II) PbI2 黄色固体 |

ただし、二価炭素CX2、二価ケイ素SiX2のハロゲン化物は存在しない。また、四価鉛の、臭化物PbBr4、ヨウ化物PbI4も存在しない。
一般に二価の第14族元素ハロゲン化物は容易に四価へと酸化される。それゆえ、塩化スズ(II)SnCl2は還元剤として利用される。